# M-Toluidina
A m-toluidina (leia-se: meta-toluidina) ou 3-metilanilina é o composto orgânico, uma amina aromática, uma das aminas do tolueno, um dos isômeros do aminotolueno, do grupo de compostos aromáticos, anilinas simples metiladas, que inclui a o-toluidina e a p-toluidina. Sua fórmula é C7H9N e massa molecular 107,16.